# Philippus mladší
Marcus Iulius Severus Philippus, známý též jako Philippus mladší či Philippus II. (236/237 – září či říjen 249 Řím), byl římský císař, nominálně panující v letech 247–249 jako spoluvládce svého otce Philippa Araba; v letech 244–247 měl stejně nominálně titul caesara.
O synovi Philippa Araba a Marcie Otacilie Severy je jen velmi málo známo – ve všem jej zastiňuje otec. Caesarem se stal jako sedmiletý v létě roku 244 a o tři roky později byl formálně povýšen do stejné hodnosti jako starší Philippus (získal i titul pontifex maximus, nejvyšší velekněz). Vládní záležitosti ovlivňoval ve svém věku jen stěží.
Philippa mladšího zavraždili pretoriáni krátce poté, co jeho otec padl v boji s proticísařem Deciem u Verony. Po určitý čas na podzim roku 249 byl tedy mladý princ jediným legálním císařem, neboť Decia dosud neuznal senát ani většina provincií. Dochovalo se velké množství jeho mincí.